# Église Saint-Jean-Baptiste de la Vacherie
Pour les articles homonymes, voir Saint-Jean-Baptiste et Jean-Baptiste.
L'église Saint-Jean-Baptiste de la Vacherie est située à Barquet, dans l'Eure. Construite à partir du XIIe siècle, elle est partiellement inscrite au titre des monuments historiques,.

## Protection
Le porche et le clocher sont inscrits au titre des monuments historiques le 28 avril 1965,.